# FNM D-9500

Le FNM D-9.500, (Fénémé D-9500) est un camion lourd brésilien, dérivé de l'Alfa Romeo 800 et produit sous licence italienne de 1951 à 1956.

## Histoire
Après la première tentative de production d'un modèle de camion lourd construit sous licence italienne, le FNM D-7300 basé sur l'Isotta Fraschini D80 à capot, avortée après 200 exemplaires assemblés, le jeune constructeur brésilien débute la fabrication, toujours sous licence, du modèle Alfa Romeo 800 italien, équipé d'un moteur diesel Alfa Romeo de 115 ch. Le modèle est produit à partir de 1952 et commercialisé sous le nom FNM 800 BR. Cette première série montait une cabine Alfa Romeo provenant d'Italie.
Le modèle bénéficiera rapidement du nouveau moteur Alfa Romeo type AR 1606 à injection directe développant 130 ch au début de l'année 1953 et d'une cabine locale, plus au goût brésilien. Il sera alors baptisé FNM D-9500. 
Les camions FNM, classés camions lourds, ont été considérés comme très puissants pour l'époque. Ils ont lancé plusieurs innovations pour le Brésil avec l'introduction de versions 4x2 ou 6x2 ainsi que le choix entre plusieurs types de cabines :
- Cabine Alfa Romeo sur FNM 800 BR,

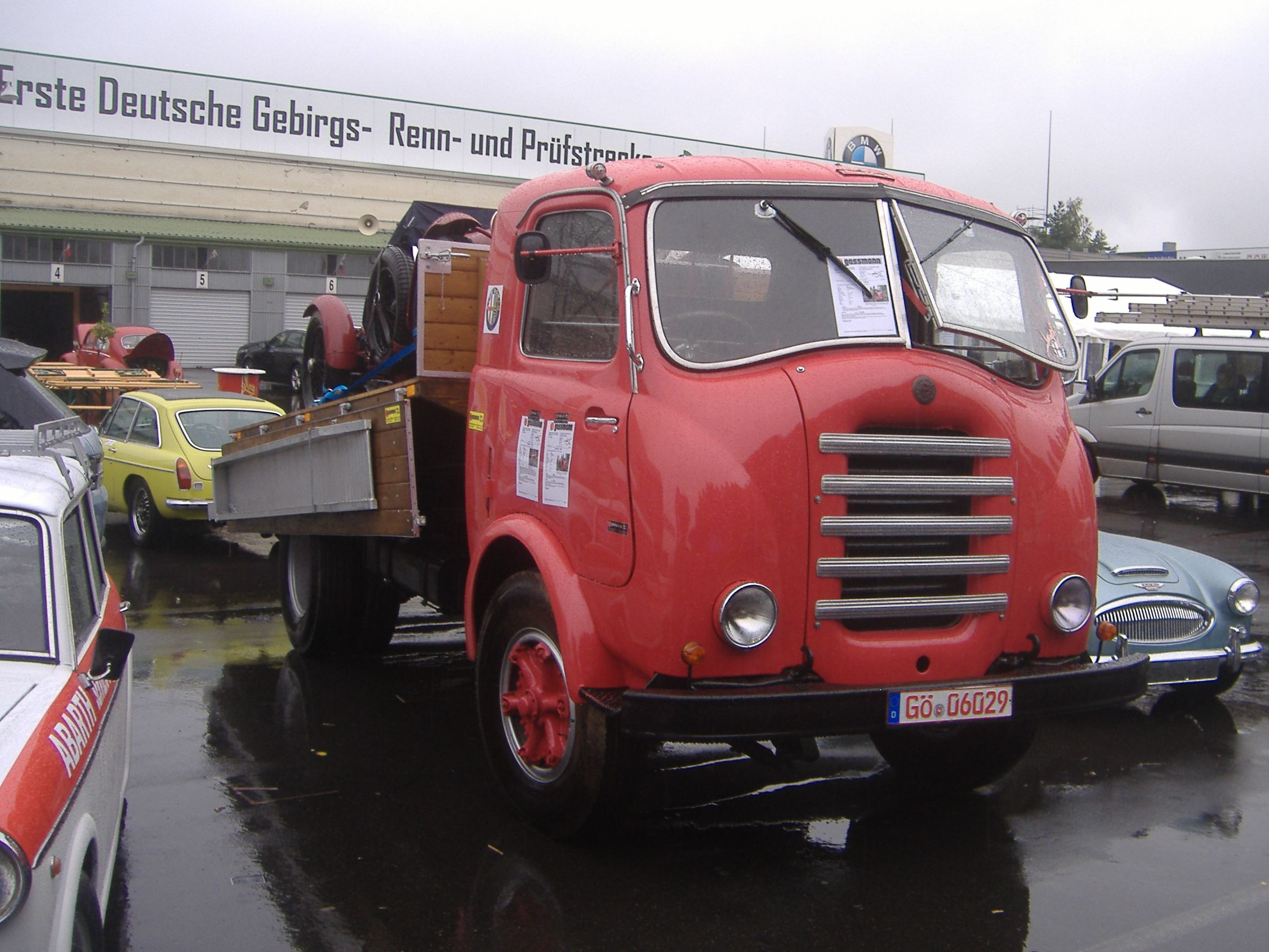
Cabine Alfa Romeo des FNM 800 BR

- FNM Cabine Standard Intermediària, 1952/53
- FNM cabine Inca, dans le style des premières cabines Alfa Romeo
- FNM cabine Brasinca, qui équipera également le modèle FNM D-11000, 1954-1962,
- FNM Metro, 1952 à 1959,
- FNM Drulla, 1952 à 1959.

Ces camions ont acquis très rapidement d'une solide réputation : robustes, durables, fiables avec une mécanique puissante et dotés d'une absolue nouveauté, inconnue jusqu'alors, un lit dans une cabine spacieuse avec poste de conduite avancé.
Grâce à toutes ces qualités, le modèle D-9500 connaîtra un succès immédiat et deviendra une sorte de «légende vivante» du transport routier brésilien. Mais l'usine n'a jamais réussi à répondre à la demande. La production de l'année 1952 n'est pas connue, 1953 : 373 unités, 1954 : 531 et 1955 : 2.426 unités. Les délais de livraison étaient particulièrement longs. En 1956, le modèle représentait à lui seul plus de 20 % du parc circulant, constitué essentiellement de véhicules importés.
Après 6 ans de présence sur le marché, il arriva la nécessité d'introduire des améliorations techniques au D-9500 et avec l'aide d'Alfa Romeo V.I. le constructeur brésilien FNM présenta en fin d'année 1957 la deuxième génération de camions FNM / Alfa Romeo avec le modèle FNM D-11000, un concentré d'innovations techniques, telles que le moteur Alfa Romeo entièrement en aluminium AR 1610 développant 150 cv. 
Le D-11000 est la version brésilienne de l'Alfa Romeo Mille produit en Italie entre 1958 et 1964 et qui vantera un taux d'intégration local de 81 % en 1958 pour atteindre 98 % en 1972.

## Châssis Autobus
Au Brésil, comme en Italie et bien d'autres pays, à l'époque, les constructeurs de poids lourds produisaient des châssis dérivés de ceux des camions pour les autobus et autocars réalisés par des carrossiers spécialisés indépendants. FNM ne manqua pas à cette règle.